# Ryan Zimmerman
Ryan Wallace Zimmerman (nascido em 28 de setembro de 1984) é um jogador profissional de beisebol atuando como primeira base pelo  Washington Nationals da Major League Baseball (MLB). Zimmerman jogou beisebol universitário pela Universidade de Virgínia. É membro da equipe dos Nationals desde sua estreia em 1º de setembro de 2005, e atualmente é o jogador titular mais antigo na equipe. É bem conhecido por seus walk-off home runs. Começou jogando como terceira base e foi transferido para a primeira base em 2015.